# Semblant
Semblant ist eine brasilianische Melodic-Death-Metal-Band, die 2006 vom Sänger Sergio Mazul und dem Keyboarder J. Augusto in der Stadt Curitiba gegründet wurde. Die Gruppe ist derzeit Teil des Künstlerkatalogs von David Ellefson (Megadeth), EMP Label Group, in dem das zweite Album der Band, Lunar Manifesto, veröffentlicht und von der Kritik hoch gelobt wurde.

## Geschichte
In den ersten Jahren gab die Band mehrere Konzerte in Brasilien mit verschiedenen Musikern, darunter die erste Sängerin Katia Shakath, die für den Gesang von Last Night of Mortality verantwortlich ist. Shakath wurde Mitte 2010 durch Mizuho Lin aus Foz do Iguaçu im Bundesstaat Paraná abgelöst. Seitdem hat Semblant die nationale und internationale Metal-Szene nach und nach gewonnen. Die Termine für eine mögliche Tournee in den USA stehen bereits fest.

## Diskografie
- 2008: Behold the Real Semblant (Demo, CD, Eigenvertrieb)
- 2010: Last Night of Mortality (Album, CD, Free Mind Records)
- 2011: Behind the Mask (EP, CD, Eigenvertrieb)
- 2014: Lunar Manifesto (Album, CD, Shinigami Records / EMP Label Group)
- 2020: Obscura (Album, CD, Frontiers Records)
- 2022: Vermillion Eclipse (Album, CD, Frontiers Records)

Beiträge auf Kompilationen:
- 2019: Scarlet Heritage - Legacy Of Blood Pt. III auf Sleeping Giants (CD, Combat / EMP Label Group)
- 2020: Pictures Of Home auf Woman From Brazil... The Brazilian Tribute To Deep Purple (CD, Armadillo Records)
- 2019: If The World Still Stood A Day auf Lacrimosa – 1990-2020 The Anniversary Box (3xCD, Hall of Sermon)

## Musikvideos
- 2010: Sleepless
- 2015: What Lies Ahead[4] (Regie/Produktion: Adair Daufembach)
- 2015: Dark of the Day[5] (Regie/Produktion: Alceste Ribas)
- 2017: Incinerate[6] (Regie/Produktion: Adair Daufembach)
- 2020: Dethrone the Gods, Control the Masters (Regie/Produktion: Caio Cobra)
- 2020: Mere Shadow (Regie/Produktion: Alceste Ribas)
- 2020: Murder of Crows (Regie/Produktion: Caio Cobra)
- 2022: Purified[7] (Regie/Produktion: Alceste Ribas / Black Flame Pictures)
- 2022: Enrage[8] (Regie/Produktion: Alceste Ribas / Black Flame Pictures)
- 2022: Through The Denial (Regie/Produktion: Nadav Zaidman)
- 2023: The Human Eclipse (Regie/Produktion: Phell Voltolini / Dark Plague Entertainment)